# قشلاق حاج خان حسين صميد (مقاطعة بيله سوار)
قشلاق حاج خان حسین صمید (بالفارسية: قشلاق حاج‌خان حسین صمید) هي منطقة سكنية تقع في إيران في أردبيل. يقدر عدد سكانها بـ 29 نسمة .